# Renaissance
Renaissance (също озаглавен като Act I: Renaissance) е седмият студиен албум на американската певица Бийонсе. Излиза 29 юли 2022. Излиза шест години след излизането предишния албум Lemonade. От него излизат четири сингъла – Break My Soul, Cuff It, America Has a Problem и Virgo's Groove. 

## Списък с песните
1. I'm That Girl – 3:28
2. Cozy – 3:30
3. Alien Superstar – 3:35
4. Cuff It – 3:45
5. Energy (с Beam) – 1:56
6. Break My Soul – 4:38
7. Church Girl – 3:44
8. Plastic off the Sofa – 4:14
9. Virgo's Groove – 6:08
10. Move (с Grace Jones и Tems) – 3:23
11. Heated – 4:20
12. Thique – 4:04
13. All Up in Your Mind – 2:49
14. America Has a Problem – 3:18
15. Pure/Honey – 4:48
16. Summer Renaissance – 4:34